# Lyon Turin Ferroviaire
Lyon Turin Ferroviaire-L.T.F. sas era un'azienda di diritto francese che è stata creata per promuovere la realizzazione della sezione transfrontaliera (circa 65 km) tra Italia e Francia del progetto di una nuova linea Ferroviaria mista Torino-Lione.

## Storia
Lyon Turin Ferroviaire (LTF) nasce nell'ottobre del 2001, a seguito dell'accordo tra Italia e Francia del gennaio 2001. Un accordo che ha visto i governi dei due Paesi impegnarsi «...a costruire […] le opere della parte comune italo-francese necessarie alla realizzazione di un nuovo collegamento ferroviario misto merci/viaggiatori tra Torino e Lione» (estratto dell'accordo, Articolo 1).
LTF era una società per azioni semplificata transnazionale, i cui azionisti erano al 50% ciascuno Rete Ferroviaria Italiana (RFI) e Réseau Ferré de France (RFF) e lavorava sotto la supervisione della Commissione Intergovernativa (CIG) creata nel gennaio del 1996.

## Attività
LTF era incaricata di realizzare in una prima fase gli studi preliminari e di condurre i lavori di ricognizione della tratta italo-francese, in particolare in Francia quelli delle discenderie e di un cunicolo esplorativo (geognostico) a Saint-Martin-de-la-Porte e uno in Italia (La Maddalena) e di proporre, sotto l'autorità della CIG, ai governi italiano e francese la consistenza definitiva delle opere, la loro localizzazione, l'impegno finanziario previsto e le modalità di realizzazione affinché i due governi possano decidere, in una seconda fase, le modalità di realizzazione della sezione transfrontaliera.
Avendo la società ultimato gli studi, le ricognizioni e i lavori preliminari per la realizzazione della nuova linea, la sua missione è esaurita. Così, conformemente a quanto stabilito dai trattati italo-francesi del 2001 e 2012, è subentrato ad essa il nuovo promotore pubblico TELT s.a.s., costituito a Parigi il 23 febbraio 2015 con la responsabilità della realizzazione e della futura gestione della sezione transfrontaliera.
Il costo della sola sezione transfrontaliera della nuova linea era stimato a 8.5 miliardi di Euro (euro costanti 2010, da aggiornare alla data di avvio dei lavori e in corso d'opera), finanziati al 35% dall'Italia e al 25% dalla Francia. L'Unione europea aveva, inoltre, dato la  disponibilità per un rimborso a consuntivo del 40% dei costi sostenuti, previo rispetto delle tempistiche. Le restanti tratte nazionali sarebbero state secondo gli accordi a carico dei rispettivi paesi, per un totale di circa 26/27 miliardi di euro.

## Dati societari
- Ragione sociale: Lyon Turin Ferroviaire - L.T.F. S.A.S.
- Sede legale: 1091 Avenue de la Boisse - 73006 Chambéry (F)
- Sede operativa: Piazza Nizza, 46 - 10126 Torino (I)
- Presidente: Hubert du Mesnil
- Direttore generale: Maurizio Bufalini